# オリンピック関連用語一覧
オリンピック関連用語一覧（オリンピックかんれんようごいちらん）は、古代オリンピックや近代オリンピックに関係する用語や記事を五十音順に並べ、一覧にしたものである。

## あ
- アジア競技大会
- アジア冬季競技大会
- アテネオリンピック (1896年)
- アテネオリンピック (1906年)
- アテネオリンピック (2004年)
- アテネオリンピック野球日本代表
- アトランタオリンピック (1996年)
- アトランタオリンピック野球日本代表
- アマチュア規定
- アマチュアスポーツ
- アマチュアリズム
- アムステルダムオリンピック (1928年)
- アルベールビルオリンピック (1992年)
- アントワープオリンピック (1920年)
- イストミア競技会
- イフィトス
- インスブルックオリンピック (1964年)
- インスブルックオリンピック (1976年)
- ウィリアム・ブルック
- エルンスト・クルチウス
- オスロオリンピック (1952年)

### オリンピ
- オリンピア
- オリンピアード
- オリンピズム
- オリンピック
- オリンピックアカデミー
- オリンピック開催都市
- オリンピック関連年表
- オリンピックエンブレム
- オリンピック旗、オリンピックシンボル
- オリンピック競技
- オリンピック憲章
- オリンピック休戦（エケケイリア）
- オリンピックコングレス
- オリンピック賛歌
- オリンピック賞
  - オリンピックオーダー
  - オリンピックカップ
- オリンピック選手
- オリンピック選手村
- オリンピック宣誓
- オリンピック組織委員会
- オリンピックデー
- オリンピック停戦
- オリンピック標準記録
- オリンピックボランティア
- オリンピックマスコット
- オリンピック・ミュージアム
- オリンピックムーブメント
- オリンピックメダリスト一覧
- オリンピックの標語

## か
- 夏季オリンピック
- カルガリーオリンピック (1988年)
- ガルミッシュ＝パルテンキルヒェンオリンピック (1936年)
- ギュムナシオン
- 近代オリンピック
- 金メダル
- 銀メダル
- グルノーブルオリンピック (1968年)
- 国際オリンピック委員会
- 国際競技連盟
- 国際地域競技大会
- 国際フェアプレー賞
- 国内オリンピック委員会
- 国内競技連盟
- 古代オリンピック
- 古代ギリシア
- コッツウォルドオリンピック
- コルチナ・ダンペッツオオリンピック (1956年)
- 五輪

## さ
- 祭典競技
- 札幌オリンピック（1972年）
- サラエボオリンピック（1984年）
- サンモリッツオリンピック (1928年)
- サンモリッツオリンピック (1948年)
- ジ・オリンピック・プログラム (TOP)
- シドニーオリンピック（2000年）
- シドニーオリンピック野球日本代表
- シャモニーオリンピック（1924年）
- ジャパンコンソーシアム
- 柔道の日本人オリンピックメダリスト一覧
- スカンジナビアオリンピック
- スコーバレーオリンピック（1960年）
- スタディオン
- ストックホルムオリンピック（1912年）
- スペシャルオリンピックス
- 聖火、聖火リレー
- 世界オリンピアン協会
- セントルイスオリンピック（1904年）
- ソウルオリンピック（1988年）
- ソウルオリンピック野球日本代表
- 葬礼競技
- ソチオリンピック（2014年）
- ソルトレークシティオリンピック（2002年）

## た
- 体操競技の日本人オリンピックメダリスト一覧
- デフリンピック
- 冬季オリンピック
- 東京オリンピック (1940年)
- 東京オリンピック (1964年)
- 銅メダル
- ドーピング
- トリノオリンピック (2006年)

## な
- 長野オリンピック (1998年)
- 日本オリンピック委員会
- 日本の夏季オリンピック金メダル
- 日本の冬季オリンピック金メダル
- ネメア競技会
- 日本オリンピアンズ協会

## は
- パウサニアス
- パラリンピック
- パリオリンピック (1900年)
- パリオリンピック (1924年)
- バルセロナオリンピック (1992年)
- バルセロナオリンピック野球日本代表
- パンアテナイア競技会
- バンクーバーオリンピック (2010年)
- ピエール・ド・クーベルタン
- ピエール・ド・クーベルタン・メダル
- ピュティア競技会
- 平昌オリンピック
- ピンダロス
- 復活オリンピック
- プレオリンピック
- 北京オリンピック (2008年)
- ヘルシンキオリンピック (1952年)
- ベルリンオリンピック (1916年)
- ベルリンオリンピック (1936年)
- ボイコット

## ま
- マッチウェンロックオリンピック
- ミュンヘンオリンピック (1972年)
- メキシコシティーオリンピック (1968年)
- メルボルンオリンピック (1956年)
- モスクワオリンピック (1980年)
- モントリオールオリンピック (1976年)

## や
- ユースオリンピック

## ら
- リオデジャネイロオリンピック (2016年)
- リチャード・チャンドラー
- リレハンメルオリンピック (1994年)
- レークプラシッドオリンピック (1932年)
- レークプラシッドオリンピック (1980年)
- ロサンゼルスオリンピック (1932年)
- ロサンゼルスオリンピック (1984年)
- ロサンゼルスオリンピック野球日本代表
- ロバート・ドーバー
- ローマオリンピック (1960年)
- ロンドンオリンピック (1908年)
- ロンドンオリンピック (1944年)
- ロンドンオリンピック (1948年)
- ロンドンオリンピック (2012年)

## 英数字・記号
- 2020年東京オリンピック
- 2020年東京オリンピック・パラリンピック文化プログラム
- 2020年東京オリンピック・レガシー